# Tänndalen
Tänndalen er en småort i Härjedalens kommun i Jämtlands län i Sverige. I 2010 var indbyggertallet 66.